# ورزشگاه پی‌جی‌ئی آرنا
ورزشگاه پی‌جی‌ای آرنا (به لهستانی: PGE Arena Gdańsk) ورزشگاهی است که در شهر گدانسک در کشور لهستان قرار دارد و مخصوص مسابقات جام ملت‌های اروپا ۲۰۱۲ ساخته شده‌است.
ساخت و ساز این ورزشگاه در سال ۲۰۰۸ آغاز و در میانه سال ۲۰۱۱ به پایان رسید، اولین بازی برگزار شده در این ورزشگاه مابین دو تیم باشگاه فوتبال لخیا گدانسک و باشگاه فوتبال کراکوویا که با نتیجه یک بر یک مساوی همراه بود برگزار شده‌است. اولین بازی بین‌المللی برگزار شده در این ورزشگاه نیز مابین تیم ملی فوتبال آلمان و تیم ملی فوتبال لهستان درتاریخ ۶ سپتامبر ۲۰۱۱ با نتیجه دو بر دو بوده‌است.

## نگارخانه

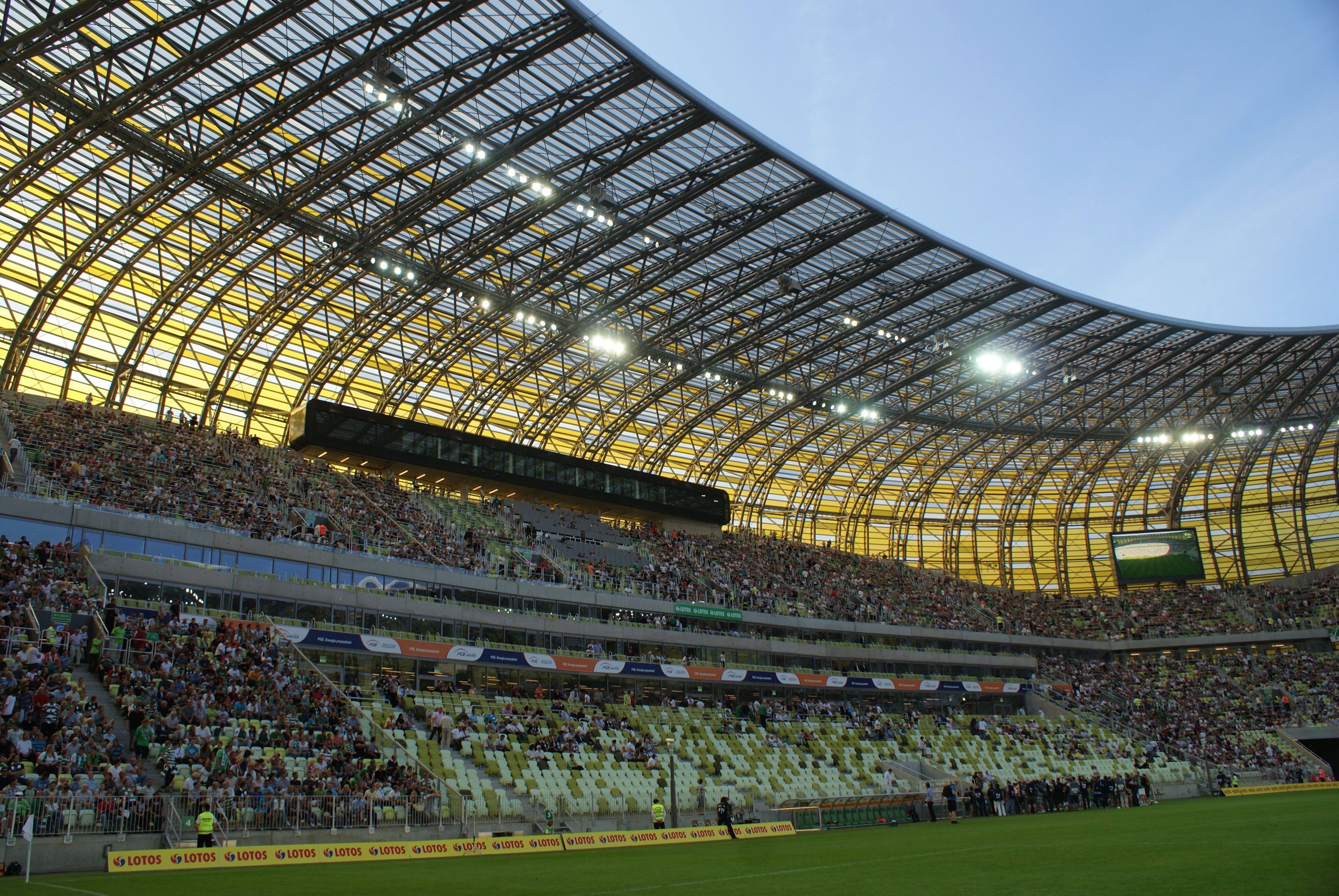
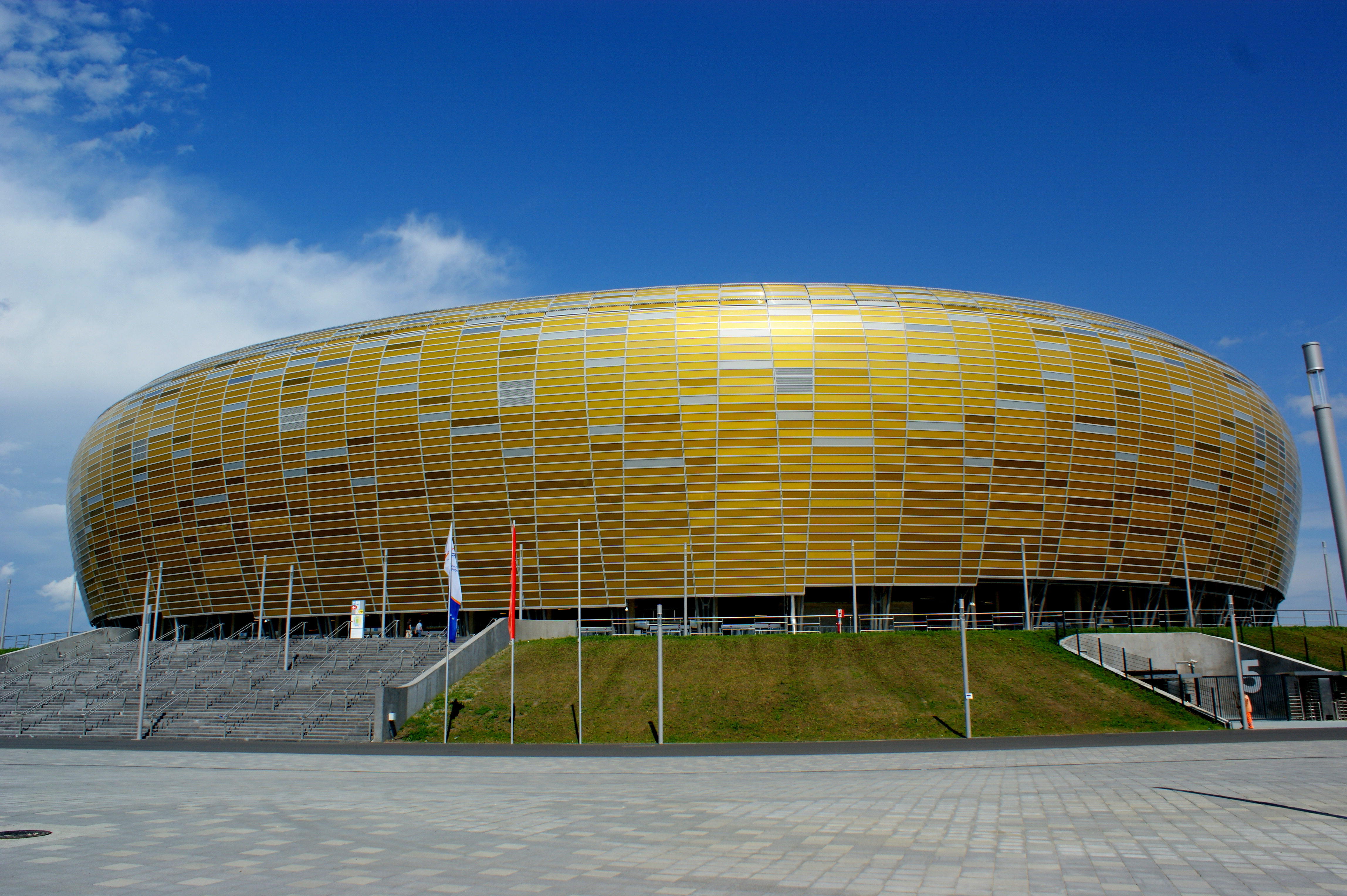
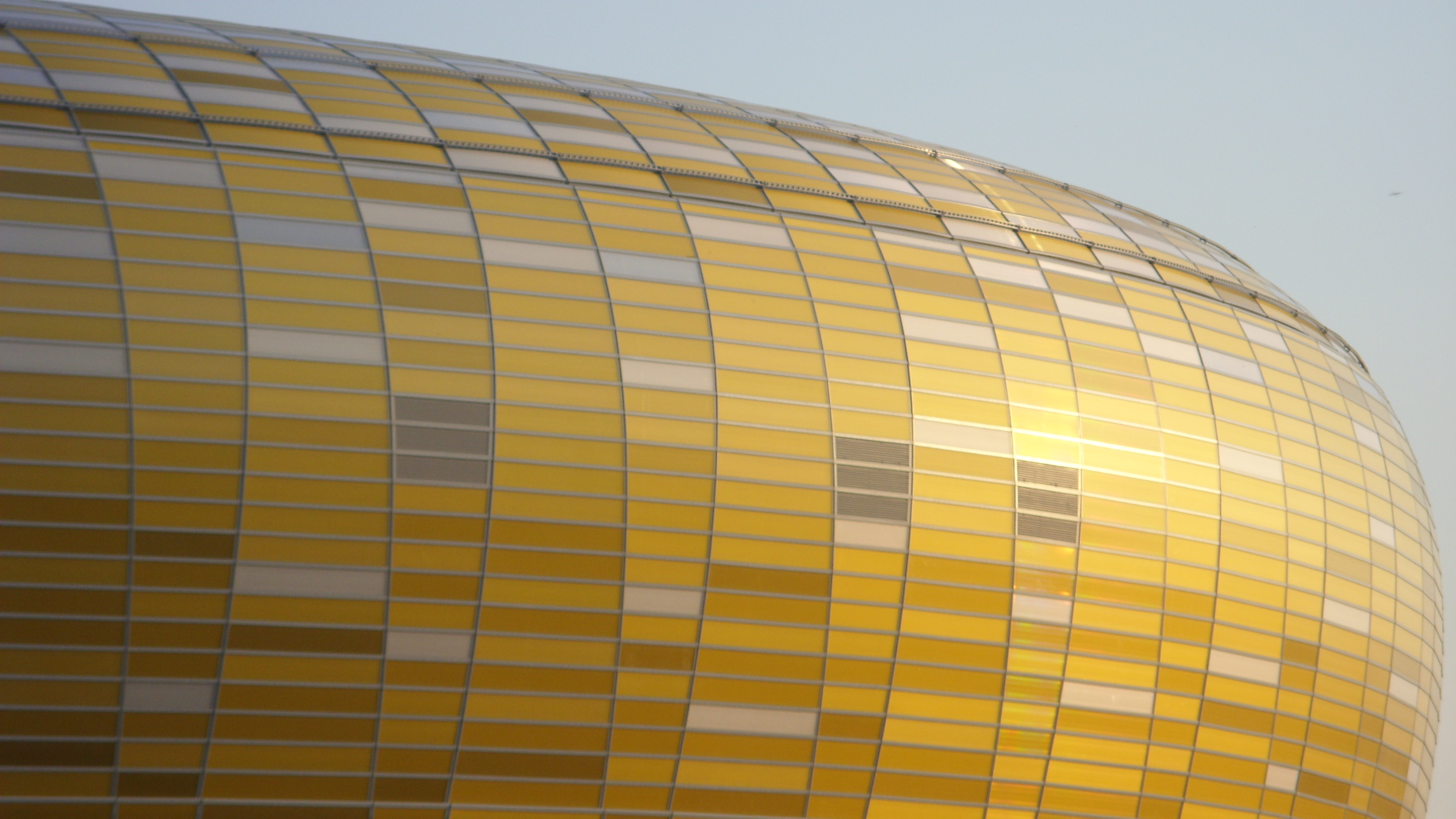
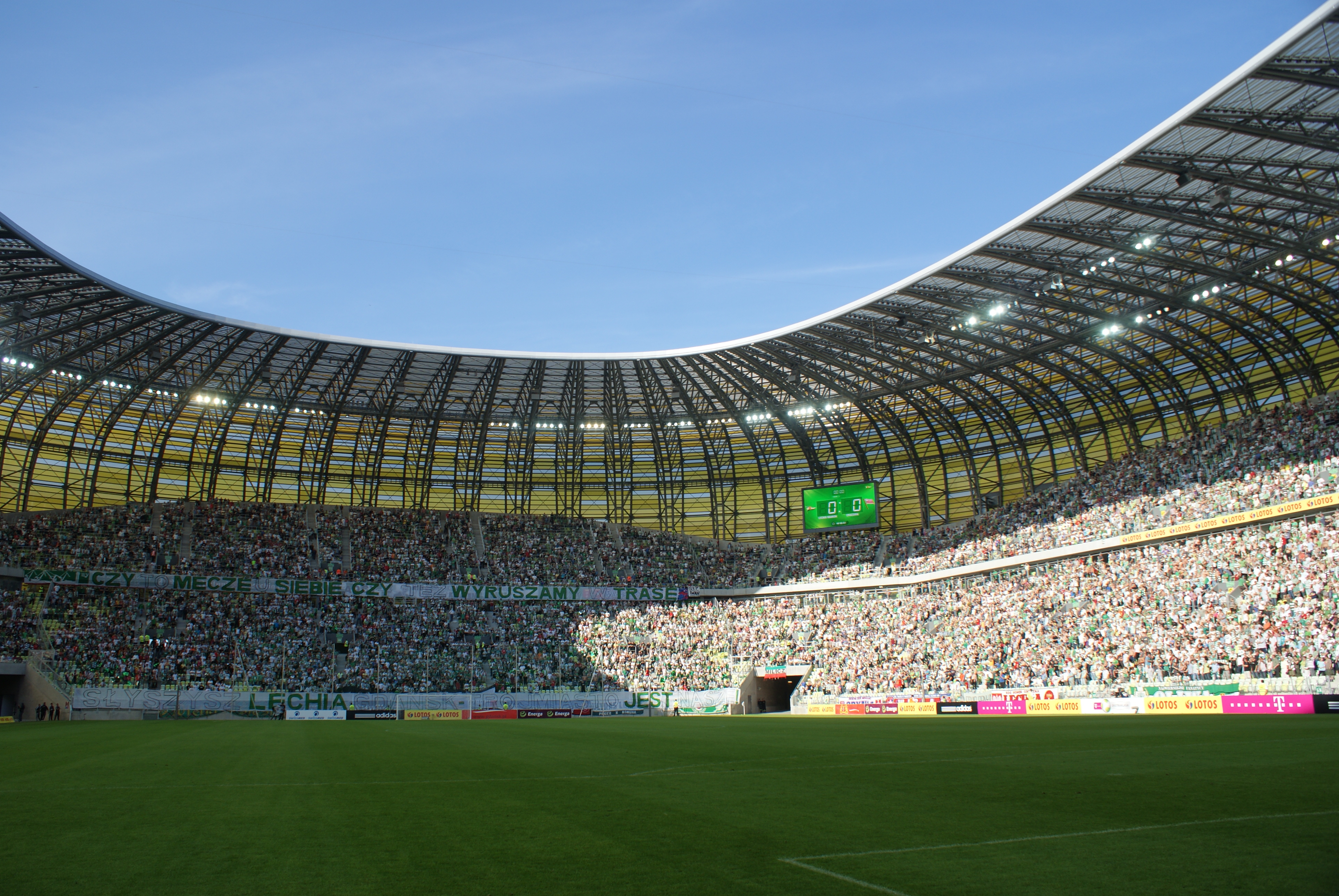